# Hydropotopsis
Hydropotopsis — вимерлий рід парнопалих ссавців з родини кабаргових (Moschidae). Відомі види: Hydropotopsis lemanensis. Рід відомий за скам'янілостями, що представляють ранній міоцен Іспанії та Франції.

## Опис
Ця тварина, відома в основному з матеріалу черепа, мала бути дуже схожа на китайського водяного оленя (Hydropotes inermis). Як і останній, це мала бути жуйна тварина середнього розміру з довгими тонкими ногами, без рогів і оснащеними довгими верхніми іклами. Зубний ряд був брахідонтичним (тобто з молярами та премолярами з низькою коронкою), і загалом морфологія мала бути дуже подібною до морфології інших архаїчних жуйних, таких як Amphitragulus та Dremotherium. Від останнього Hydropotopsis відрізнявся наявністю двох слізних отворів, характерних для оленевих.

## Класифікація
Скам'янілості цієї тварини були знайдені у французькому родовищі Сен-Жеран-ле-Пюї і вперше описані в 1853 році Помелем, який відніс їх до роду Amphitragulus (A. lemanensis). Згодом Jehenne (1985) відніс ці скам'янілості до окремого роду, Hydropotopsis, на основі наявності двох слізних отворів. Класифікація цього роду досить невизначена.

## Галерея

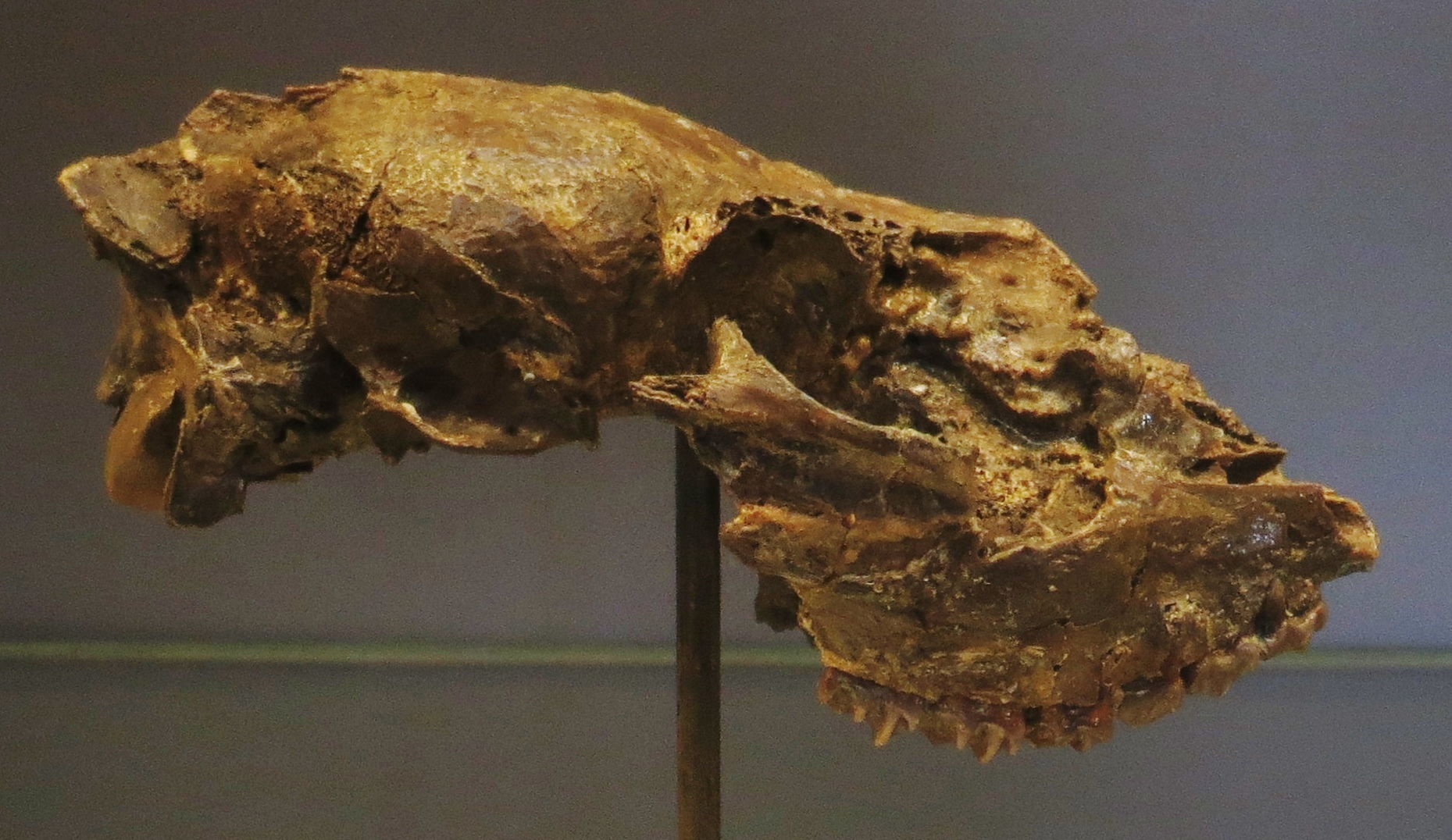
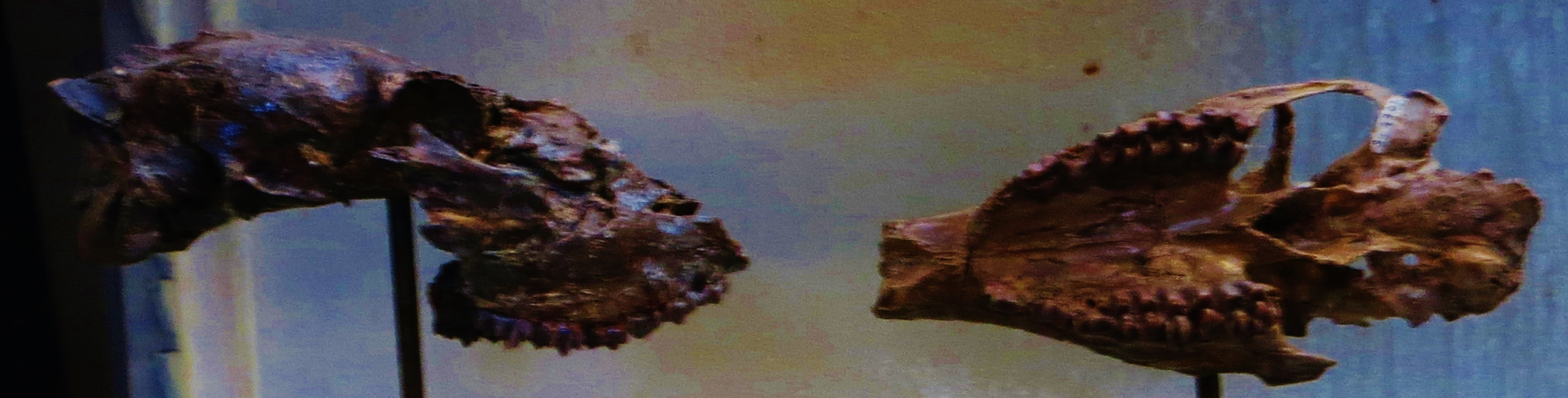